# Zannanza
Zannanza (fl. XIV secolo a.C.) è stato un principe ittita vissuto nel XIV secolo a.C.
Il nome è stato interpretato non come nome proprio, ma come resa ittita del titolo egiziano s3 n nsw, "figlio di re"; alternativamente potrebbe essere l'errata resa egizia del nome ittita Zidanta. Non vi è certezza, quindi, sul vero nome del principe.

## Biografia
Con la morte senza eredi del faraone Tutankhamon, si estinse la linea di sangue reale che regnava in Egitto dagli inizi della XVIII dinastia. La giovane vedova Ankhesenamon, decisa a dare un re all'Egitto senza dover sposare un personaggio di sangue non reale, inviò una missiva al re ittita Šuppiluliuma I nella quale esponeva la sua situazione e richiedeva che le fosse inviato uno dei suoi figli da poter prendere in matrimonio, dando così all'Egitto un nuovo faraone.
Si trattava di una richiesta senza precedenti in ambito egiziano: al sovrano di un paese considerato barbaro veniva offerto il beneficio politico di diventare il padre del faraone d'Egitto. Per sincerarsi dell'onestà della richiesta, questi inviò un suo ambasciatore alla corte d'Egitto, al ritorno del quale (e dopo una nuova richiesta da parte di Ankhesenamon), Šuppiluliuma acconsentì ad inviare alla regina egizia uno dei figli, Zannanza.
Zannanza però non raggiunse mai l'Egitto, in quanto venne assassinato durante il viaggio. Una nuova missiva al furibondo re ittita non sarebbe valsa a nulla, così Ankhesenamon si rassegnò a sposare l'anziano Ay, un alto dignitario di corte in grado di vantare diritti al trono.